# Fritz Luchsinger
Pour les articles homonymes, voir Luchsinger.
Fritz Luchsinger est un alpiniste suisse, né le 8 mars 1921 et mort le 28 avril 1983 sur le Shishapangma.

## Biographie
Membre de l'expédition suisse de 1956, Fritz Luchsinger est, avec Ernst Reiss, l'un des deux premiers hommes à réussir l'ascension du Lhotse, l'un des sommets de plus de huit mille mètres qui est la quatrième plus haute montagne du monde. Les deux alpinistes ont atteint le sommet le 18 mai 1956. Lors de l'expédition, le 30 mars à Namche Bazar, il contracte l'appendicite : pour lui porter secours, l'armée suisse envoie, avec  l'aide de la compagnie Swissair, deux caissons de médicaments à l'armée indienne, parachutés à proximité du monastère de Tengboche où une salle est mise à sa disposition par le lama du monastère. Il s'est remis de son appendicite et rejoint l'équipe le 1er mai.
Fritz Luchsinger atteint le Dhaulagiri en 1980. Il meurt en 1983 d'un œdème pulmonaire sur le Shishapangma.